# Vířivka

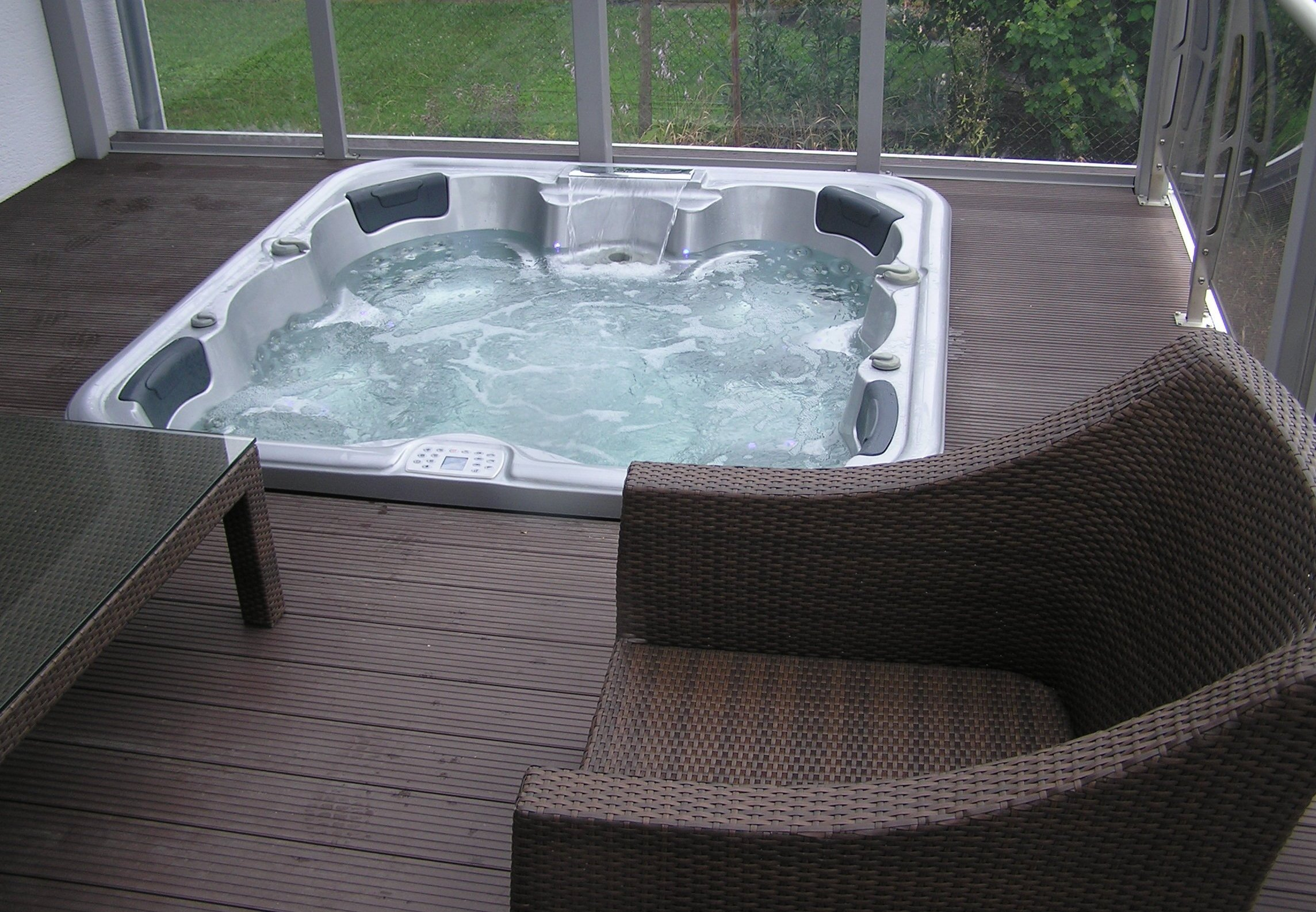
Venkovní vířivka zabudovaná v terase

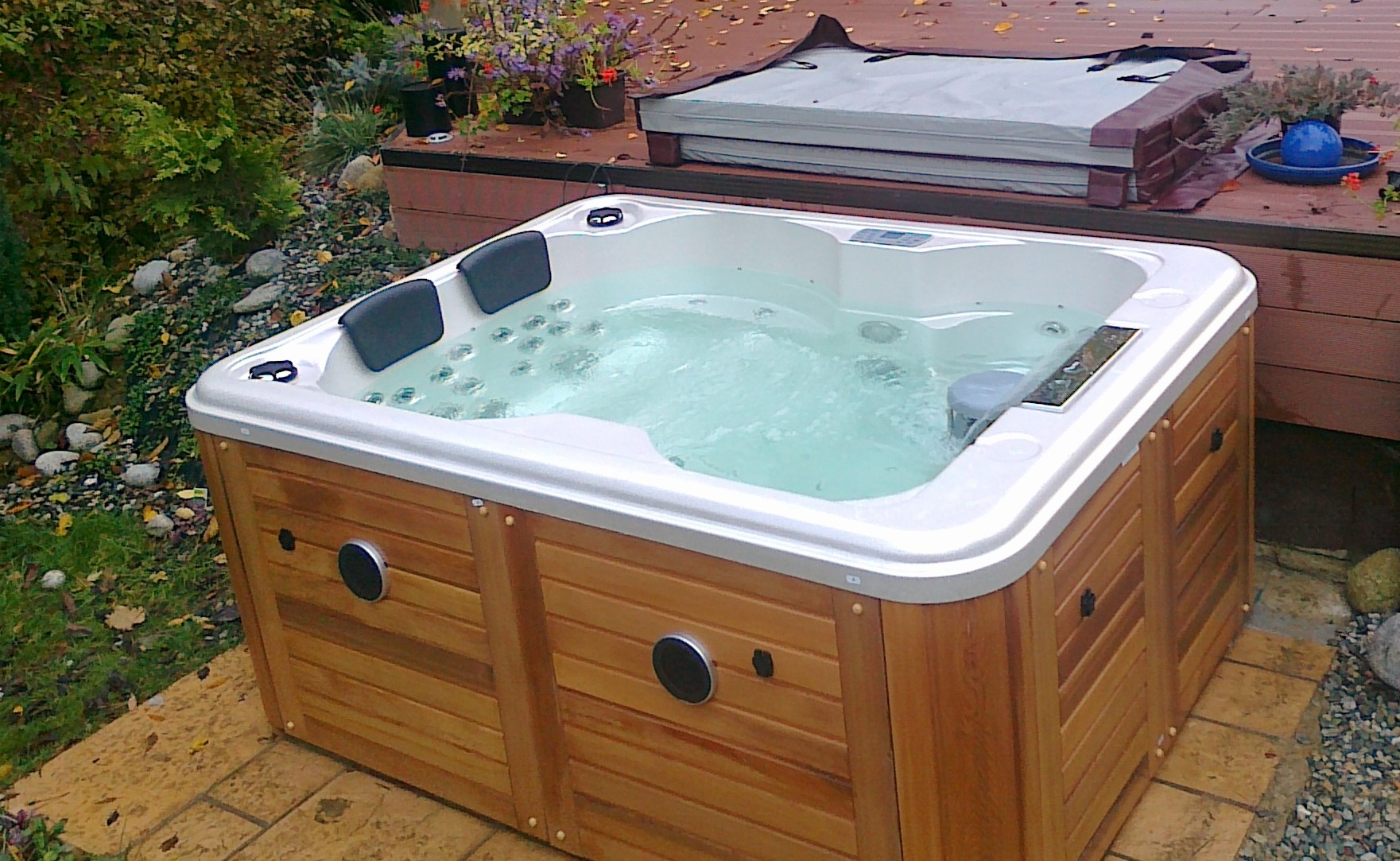
Venkovní vířivka volně stojící

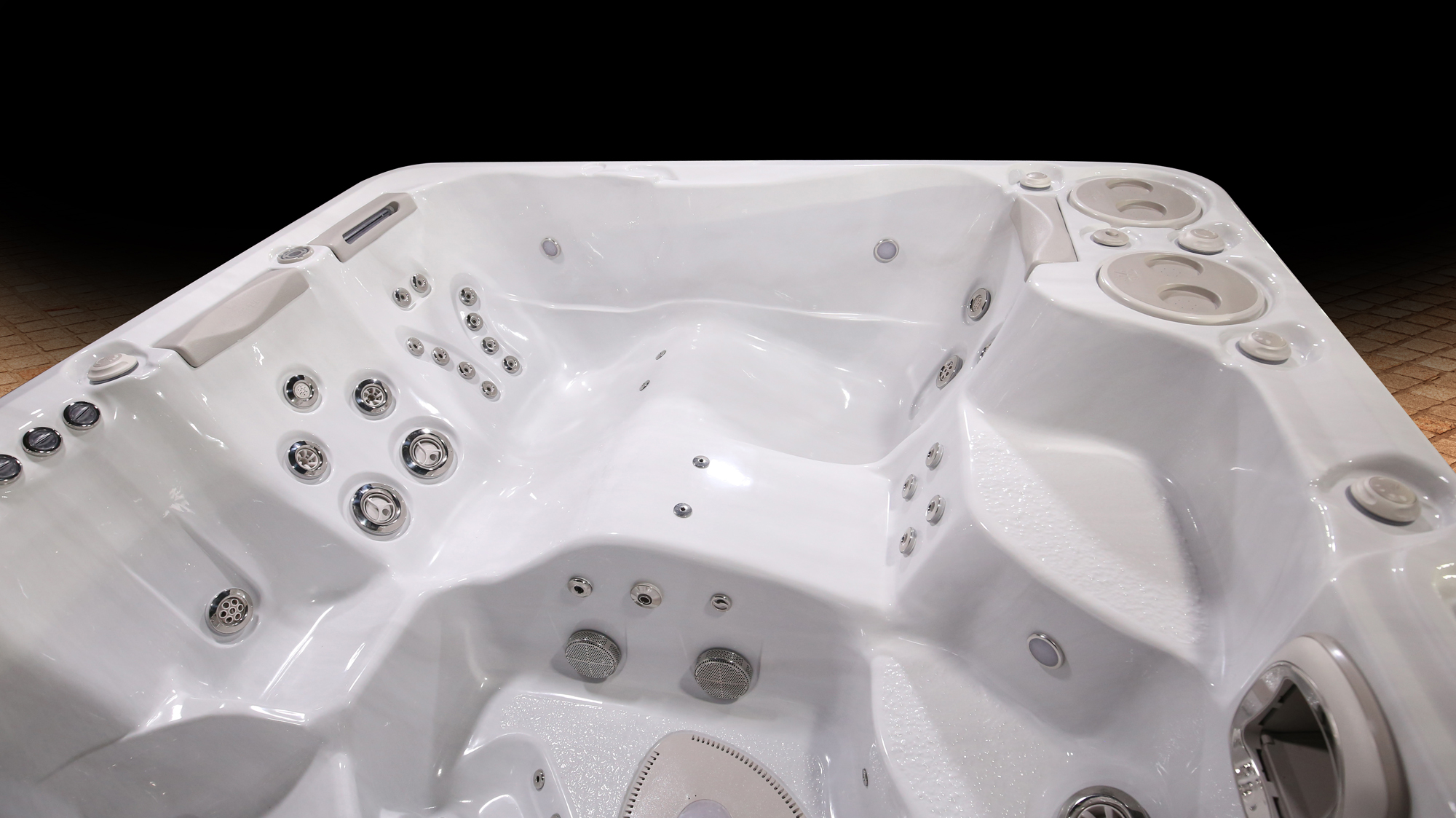
Tělo venkovní vířivky

Vířivka (vířivý bazén, jacuzzi, spa, hot tub) je koupací vana se vstřikovacím systémem s cirkulací vzduchu a tlakové vody. Umožňuje masážní a relaxační koupele. Výrobě vířivek se věnuje i několik českých firem.

## Charakteristika
Základem je vana nebo bazének napuštěný vodou o objemu 0,5 až 2 m³, která je celoročně dohřívána na požadovanou teplotu. Pomáhá tomu kvalitní izolace a termokryt nad hladinou. Konstrukčně je řešena pro lehnutí, sednutí, dle jednotlivého typu a velikosti. Na dně a po bocích vířivky jsou masážní trysky, které se dělí na dvě základní skupiny. Jsou to trysky vodní a vzduchové. Vodní trysky zajišťují hydromasáž, dělí se svou velikostí a průtokem vody, na bodové, rotační a rotační doplněné osvětlením. Vzduchové trysky zajišťují tzv. perličkovou koupel. Masáž zajišťují výkonná vzduchová a vodní čerpadla. Kartušová nebo písková filtrace se stará o čistotu vody. Čistota vody je dále zajištěna ozónovou desinfekcí. Většina dnes prodávaných vířivek má ve své základní výbavě podvodní osvětlení, často nazývané jako colorterapie, a rádio s připojením na mp3 nebo CD přehrávač. Celé toto zařízení je řízeno z hlavního ovládacího panelu, kde lze nastavit teplotu vody, filtrační cyklus, zapnout a vypnout hydromasáž s perličkovou koupelí, podvodní osvětlení a v neposlední řadě ovládání rádia a hudby. Celkový příkon těchto zařízení se pohybuje od 4,5 kW do 10 kW, dle jednotlivých funkcí a velikosti.